# Трофей Санкт-Петербурга по теннису 2019
Трофей Санкт-Петербурга по теннису 2019 (англ. 2019 St. Petersburg Ladies Trophy) — розыгрыш женского профессионального международного теннисного турнира, являющегося частью премьер-серии WTA. Проводится с 28 января по 3 февраля 2019 года в Санкт-Петербурге (Россия) на крытых хардовых кортах  СК «Сибур Арена» и ТЦ «Динамо».
Общий призовой фонд турнира составил 823 000 долларов. Титульным спонсором выступило ООО «Газпром экспорт».

## Соревнования
В турнире участвуют 28 игроков в одиночном разряде и 32 игрока (16 пар) в парном разряде.
Среди сеянных спортсменок в турнире согласились участвовать Петра Квитова из Чехии, Кики Бертенс из Нидерландов, Дарья Касаткина, Арина Соболенко, Юлия Гёргес, Елена Остапенко. 